# ASIOP FC
Akademi Sepakbola Intinusa Olah Prima Football Club (simplemente conocido como ASIOP FC ) es un club de fútbol de Indonesia con sede en el sur de Yakarta, Yakarta . El club compite actualmente en la Liga 4 . 
Fundado en 1997, ASIOP es un club que comenzó como un club de academia de fútbol, y hasta ahora se ha convertido en una de las mejores academias de fútbol de Indonesia, ASIOP ha ganado varios logros en campeonatos locales, nacionales e internacionales. 

## Historia
Inicialmente, ASIOP fue una escuela de fútbol fundada el 28 de septiembre de 1997 con el objetivo de desarrollar una afición o talento en el fútbol desde una edad temprana. La Academia de Fútbol ASIOP cuenta con instructores de entrenamiento experimentados y colegiados, con licencia AFC B y/o C. Además, cuenta con el apoyo de entrenadores colegiados. 
Hasta ahora, ASIOP continúa produciendo jugadores profesionales y de selecciones nacionales. Actualmente, hay varios jugadores producidos por ASIOP, algunos de los cuales tienen carreras en competiciones de la liga profesional de Indonesia y también forman parte de la selección nacional, o en algún momento han jugado en el extranjero. Algunos ejemplos son: Andritany Ardhiyasa, Egi Melgiansyah, Adixi Lenzivio, Airlangga Sutjipto, Syamsir Alam, Fahreza Agamal, Achmad Jufriyanto, Billy Keraf, Zahra Muzdalifah, Khairul Imam Zakiri y Rendy Juliansyah . 

## Jugadores
Plantilla:UpdatedA partir de 26 de febrero de 2024
 Nota: Las banderas indican la selección nacional, según lo definido en las reglas de elegibilidad de la FIFA; se aplican algunas excepciones limitadas. Los jugadores pueden tener más de una nacionalidad no perteneciente a la FIFA.
| No. | Pos. | Nation | Player          |
| --- | ---- | ------ | --------------- |
| 14  | DF   | IDN    | Mukhti Arya     |
| 15  | DF   | IDN    | Robby Garcel    |
| 16  | DF   | IDN    | Teguh Pangestu  |
| 17  | FW   | IDN    | Bagoes Salam    |
| 18  | DF   | IDN    | Ahmad Wahyudin  |
| 19  | FW   | IDN    | Vieri Donny     |
| 20  | MF   | IDN    | Tezar Briantama |
| 21  | GK   | IDN    | Eka Akbar       |
| 22  | FW   | IDN    | Ibrahim Faisal  |
| 23  | MF   | IDN    | Junior Haq      |
| 26  | MF   | IDN    | Nur Ichwan      |
| 27  | FW   | IDN    | Abdullah Yasin  |
| 30  | GK   | IDN    | Rafii Ilham     |

| No. | Pos. | Nation | Player                       |
| --- | ---- | ------ | ---------------------------- |
| 1   | GK   | IDN    | Alviba Koto                  |
| 2   | DF   | IDN    | Ramadhani                    |
| 3   | DF   | IDN    | Arighi Fauzan                |
| 4   | MF   | IDN    | Muhammad Dharma              |
| 5   | DF   | IDN    | Muhammad Irsan               |
| 6   | MF   | IDN    | Rafif Putra                  |
| 8   | MF   | IDN    | Heriansyah Yan               |
| 9   | FW   | IDN    | Airlangga Sutjipto (captain) |
| 10  | MF   | IDN    | Rahman Effendi               |
| 11  | FW   | IDN    | Muhlis                       |
| 12  | DF   | IDN    | Raihan Abdul                 |
| 13  | DF   | IDN    | Ikhsan Hidayah               |

## Clubes afiliados
- Brooklyn United[5]

ASIOP colabora con el club estadounidense Brooklyn United. Ambas academias están forjando una alianza estratégica internacional para el desarrollo del fútbol juvenil. 
En el futuro, Brooklyn United y ASIOP se intercambiarán jugadores y entrenadores para impulsar su desarrollo. ASIOP y Brooklyn United también enviarán equipos de academia a todos los torneos que se celebren en Nueva York, así como a los torneos internacionales organizados por ASIOP. Además, compartirán sus conocimientos y experiencia en la gestión de academias en todas las categorías de edad, así como en la gestión de patrocinios comerciales. 
- Shonan Bellmare[7]

## Patrocinio
Los patrocinadores oficiales del equipo son los siguientes:
Patrocinadores
- Mills Sport
- Aerolíneas de Sri Lanka
- Seguros Sompo Indonesia
- AGUA
- Logística Transtama
- Aerolíneas etíopes
- PT City Trans Utama
- MRA
- PT Arminareka Perdana
- PT Inti Sukses Garmindo
- PT Panca Prima Maju Bersama (PPMB)

## Honores
- Liga 3 Yakarta
  - Campeones: 2023–24
  - Subcampeón: 2021 [8]
- Liga 4 Yakarta
  - Subcampeón: 2024-25